# ياكوب فوجسيكي
ياكوب فوجسيكي (بالبولندية: Jakub Wójcicki) هو لاعب كرة قدم بولندي في مركز الدفاع، ولد في 9 يوليو 1988 في بولندا. لعب مع نادي كراكوفيا الرياضي.

## وصلات خارجية
- ياكوب فوجسيكي على موقع قاعدة بيانات كرة القدم.إي يو (الإنجليزية)
- ياكوب فوجسيكي على موقع Soccerway.com (الإنجليزية)
- ياكوب فوجسيكي على موقع عالم كرة القدم.نت (الإنجليزية)